# Estrada da Vida (canção)
Estrada da vida é uma canção composta por José Rico, da dupla sertaneja Milionário & José Rico.
| “ | “Eu me lembro que em 1976 nós fizemos uma campanha política numa cidade próxima de Rio Preto, Olímpia. Isso marcou justamente porque a gente ficava sempre em Rio Preto nessas ocasiões e, naquela vez, nós saímos daqui pra fazer um show em Goiás. Lembro que eu comprei, num estacionamento aqui de Rio Preto, uma Brasília verde. E fomos viajar com ela. Da cidade de Mineiros a Itumbiara, em Goiás, já na volta pra São Paulo, surgiu a música Estrada da Vida" | ” |

A música "Estrada da Vida" foi gravada pela própria dupla como faixa-título do LP volume 5, no ano de 1977, e, sem dúvida, tornou-se o maior sucesso da carreira de Milionário & José Rico.
Esta música lendária proporcionou a venda de mais de dois milhões de cópias e originou o roteiro do filme Na Estrada da Vida, baseado na própria vida dos integrantes da dupla e dirigido por Nelson Pereira dos Santos, onde os próprios cantores Milionário e José Rico interpretam seus próprios papéis.